# Ferme du château de Lexhy
 (février 2025).
Si vous disposez d'ouvrages ou d'articles de référence ou si vous connaissez des sites web de qualité traitant du thème abordé ici, merci de compléter l'article en donnant les références utiles à sa vérifiabilité et en les liant à la section « Notes et références ».
Pour les articles homonymes, voir Ferme du château.
La ferme du château de Lexhy est un bâtiment à Lexhy, situé rue du Long Mur 24 faisant partie du domaine appartenant au château de Lexhy.

## Bâtiment
Cette ferme imposante, en forme de U dont les parties principales datant du XVIIe siècle, se distinguent par leur architecture traditionnelle et fonctionnelle.
La ferme se compose de trois ailes principales : deux ailes latérales et une aile centrale. La structure principale est construite en briques. La façade sud est flanquée de deux tours d'angle rondes.
Sur le côté nord-est, un bâtiment en forme de tour carrée sert de porche d'entrée, donnant accès à la cour intérieure. Au nord de cette tour se trouve un étang de parc.
Le corps de logis, situé à l'extrémité nord de l'aile est, est perpendiculaire à celle-ci. Cette partie a subi des transformations importantes au cours des XIXe et XXe siècles. 
L'aile sud abrite les granges, dont les fenêtres conservent un style XVIe siècle. Une pierre commémorative rappelle les travaux de rénovation entrepris par Blanckart en 1873-1879.
L'aile ouest, partiellement habitée, a également été fortement modifiée aux XIXe et XXe siècles.